# Vinculum substantiale
Vinculum substantiale (lat. „substanzielles Band“) ist ein zentraler Begriff in der Spätphilosophie von Gottfried Wilhelm Leibniz, den er vor allem in seinen Briefen an den Jesuiten Bartholomäus des Bosses im Jahr 1713 ausführlich entwickelte.
Leibniz’ Theorie des substanziellen Bandes füllt eine Lücke in seiner Monadologie und seiner Philosophie der Individualität: Im Unterschied zu den Atomen der Atomistik sind die Monaden nach seiner Vorstellung lebendige, zur Perzeption fähige und bestrebte Einheiten, und es muss daher erklärt werden, was zwischen dieser Wahrnehmung und der wahrgenommenen Außenwelt steht. Dazu entwickelt Leibniz die Vorstellung des substanziellen Bandes. Er gebraucht den Begriff des Öfteren synonym zu substantia corporea („körperliche Substanz“).
Die Problematik der Einheit von Körper und Wahrnehmung war im Zusammenhang mit Descartes’ dualistischer Trennung von Körper und Geist akut geworden, hat jedoch eine lange Vorläuferschaft in der spätmittelalterlichen Scholastik.
Aus Leibniz’ Gebrauch ist der Begriff in die philosophische Umgangssprache eingegangen, ohne noch von den besonderen Voraussetzungen der Leibnizschen Metaphysik abhängig zu sein: Er bezeichnet hier einen Zusammenhang, der mehr als bloß äußerlich ist.